# Florence Harding

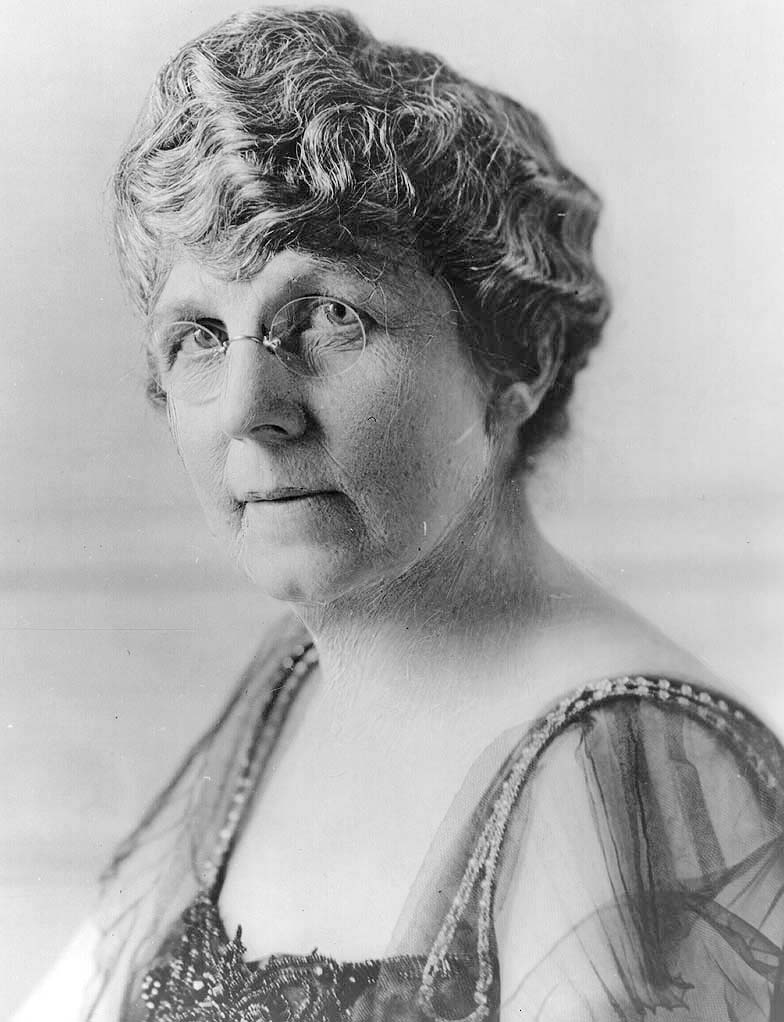
Florence Kling Harding

Florence Mabel Kling De Wolfe Harding (* 15. August 1860 in Marion, Ohio als Florence Mabel Kling; † 21. November 1924 ebenda) war die Ehefrau von US-Präsident Warren G. Harding und die First Lady der Vereinigten Staaten von 1921 bis 1923.

## Leben
Florence Mabel Kling war die einzige Tochter von Amos Hall Kling (1833–1913) und Louise Mabel Bouton Kling (1835–1893). Sie hatte zwei Brüder.
Mit ihrem ersten Mann, Henry Athenton De Wolfe (1859–1894), hatte sie einen Sohn namens Marshall Eugene De Wolfe (1880–1915). Das Paar ließ sich im Jahr 1886 scheiden. 1891 heiratete sie Warren G. Harding. Durch die Einführung des Frauenwahlrechts in den Vereinigten Staaten bei der Präsidentschaftswahl am 2. November 1920 war sie die erste spätere First Lady, der es möglich war, für ihren Mann zu stimmen. Nach dessen plötzlichem Tod im Amt im August 1923 starb sie im November 1924. Sie wurde im Harding Memorial begraben, ihr Mann wurde 1931 vom Marioner Friedhof an ihre Seite überführt.